# Hallsta pappersbruk

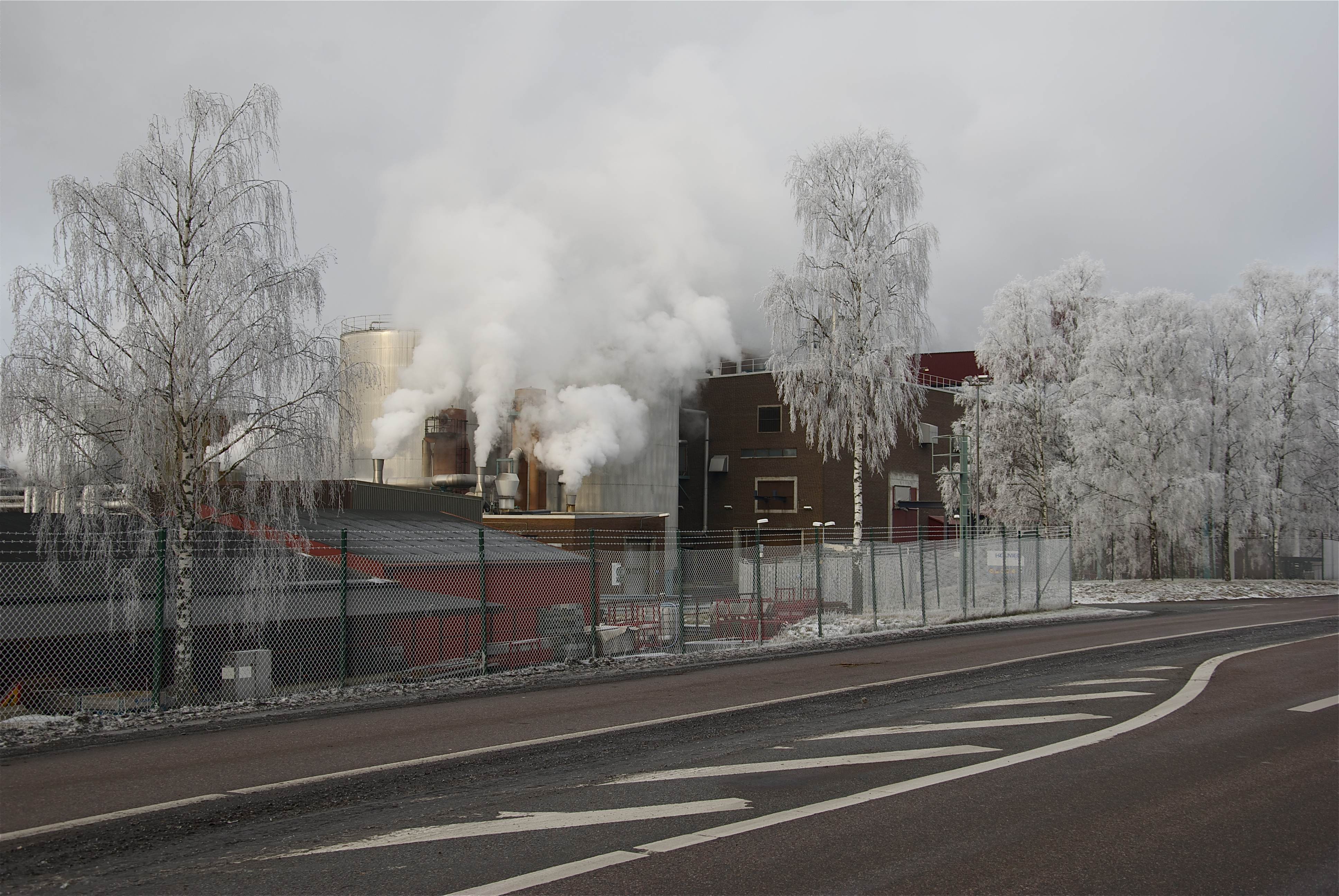
Hallsta pappersbruk.

Hallsta pappersbruk är ett specialpappersbruk i Hallstavik, grundat 1915 av Holmens Bruk AB, numera ingående i Holmen Paper AB. Bruket har cirka 340 anställda.

## Produktion
Pappersbruket har två pappersmaskiner, PM11 och PM12. PM11 producerar främst magasinpapper av märkena XLNT, VIEW och TRND, medan PM12 producerar bokpapper av märket BOOK. PM3 stängdes ned och såldes år 2013.
Bruket använder en termomekanisk massaprocess, eller TMP, för att producera pappersmassa.

## Historia
I och med utbyggnaden av pappersproduktionen på Kvarnholmen i Norrköping samt starten av Hallsta pappersbruk 1915 kom Holmen under mellankrigstiden att utvecklas till en av de ledande tillverkarna av tidnings- och journalpapper i Sverige.

## Bilder

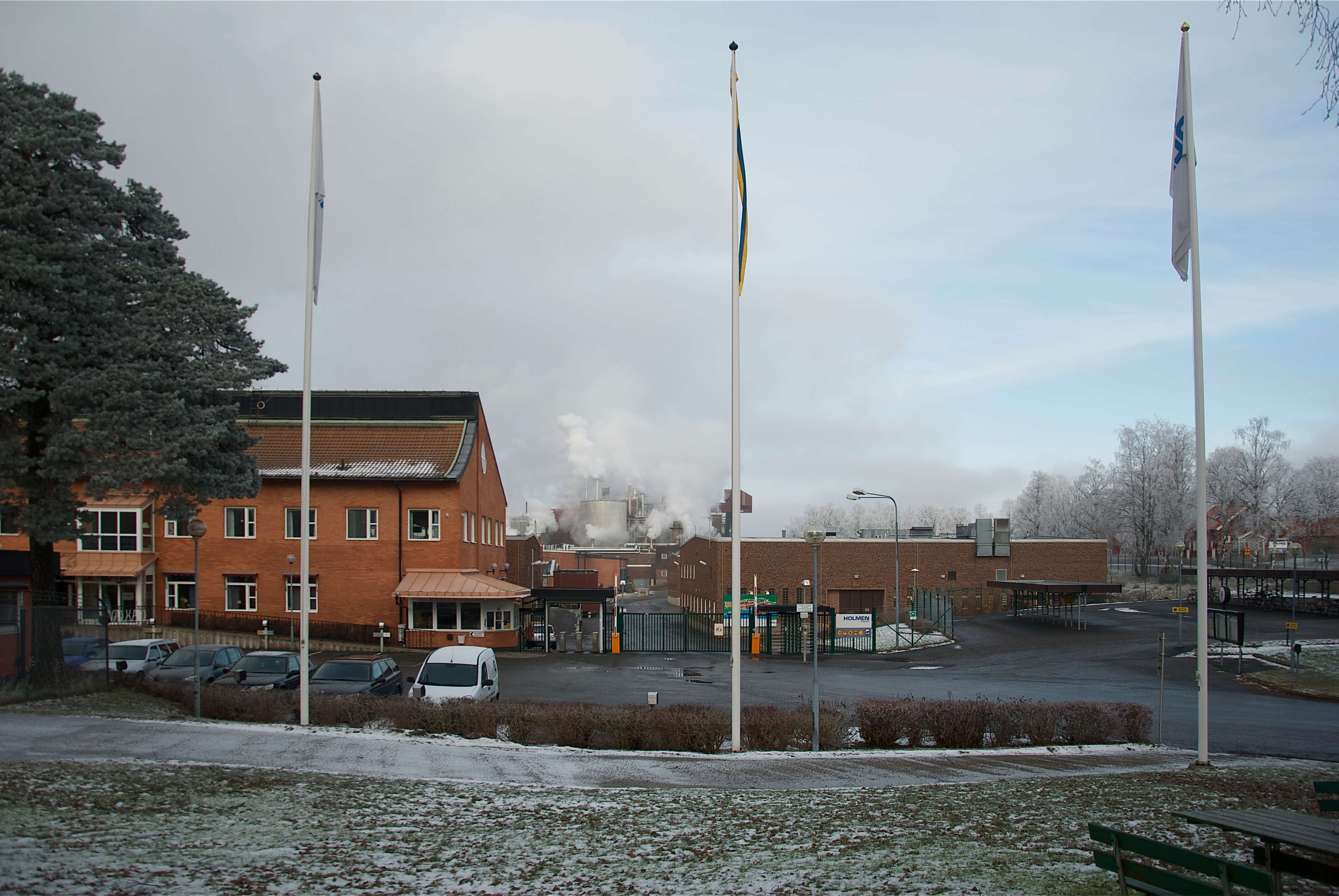
Huvudentrén.
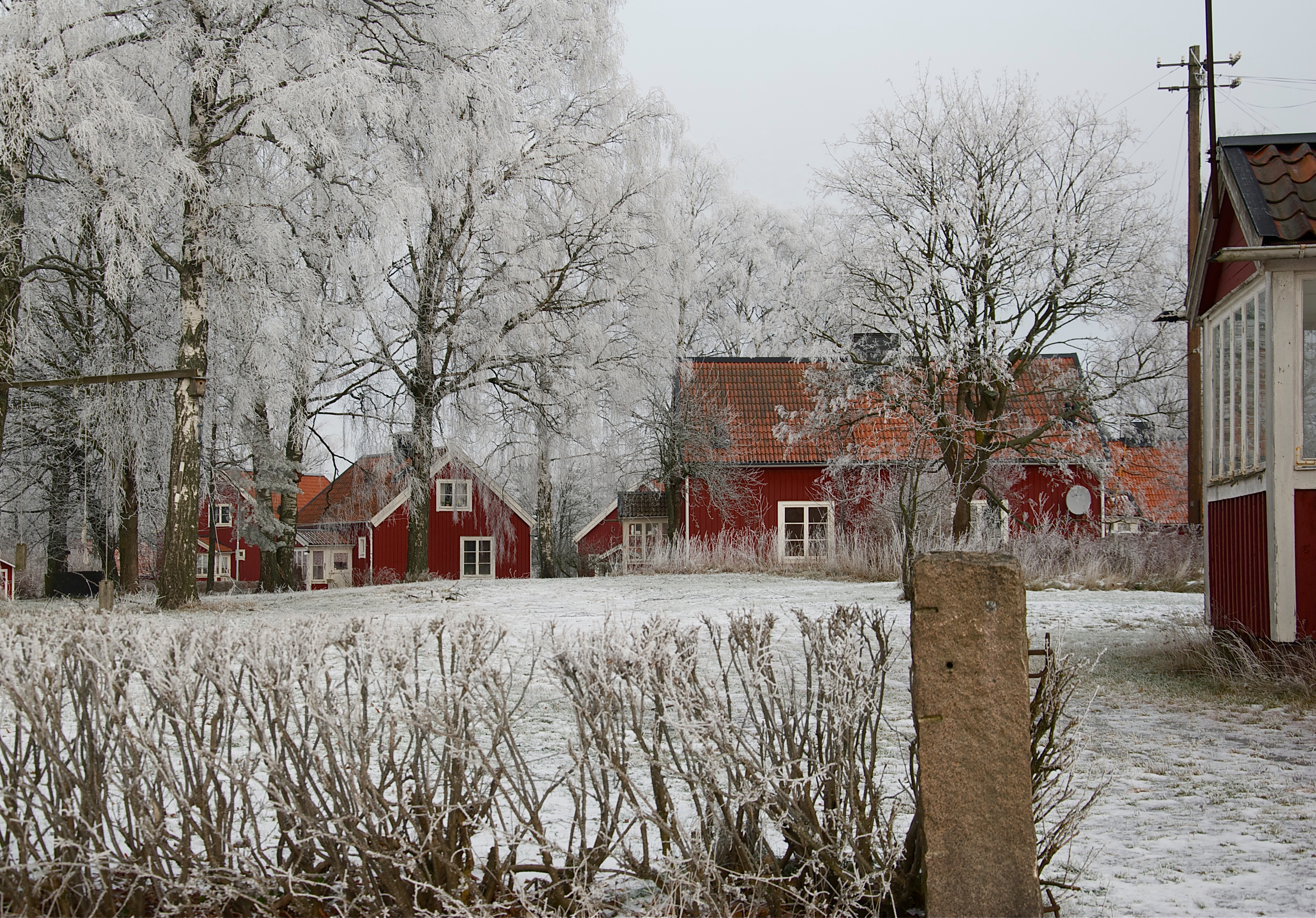
Arbetarbostäder från 1910-talet.
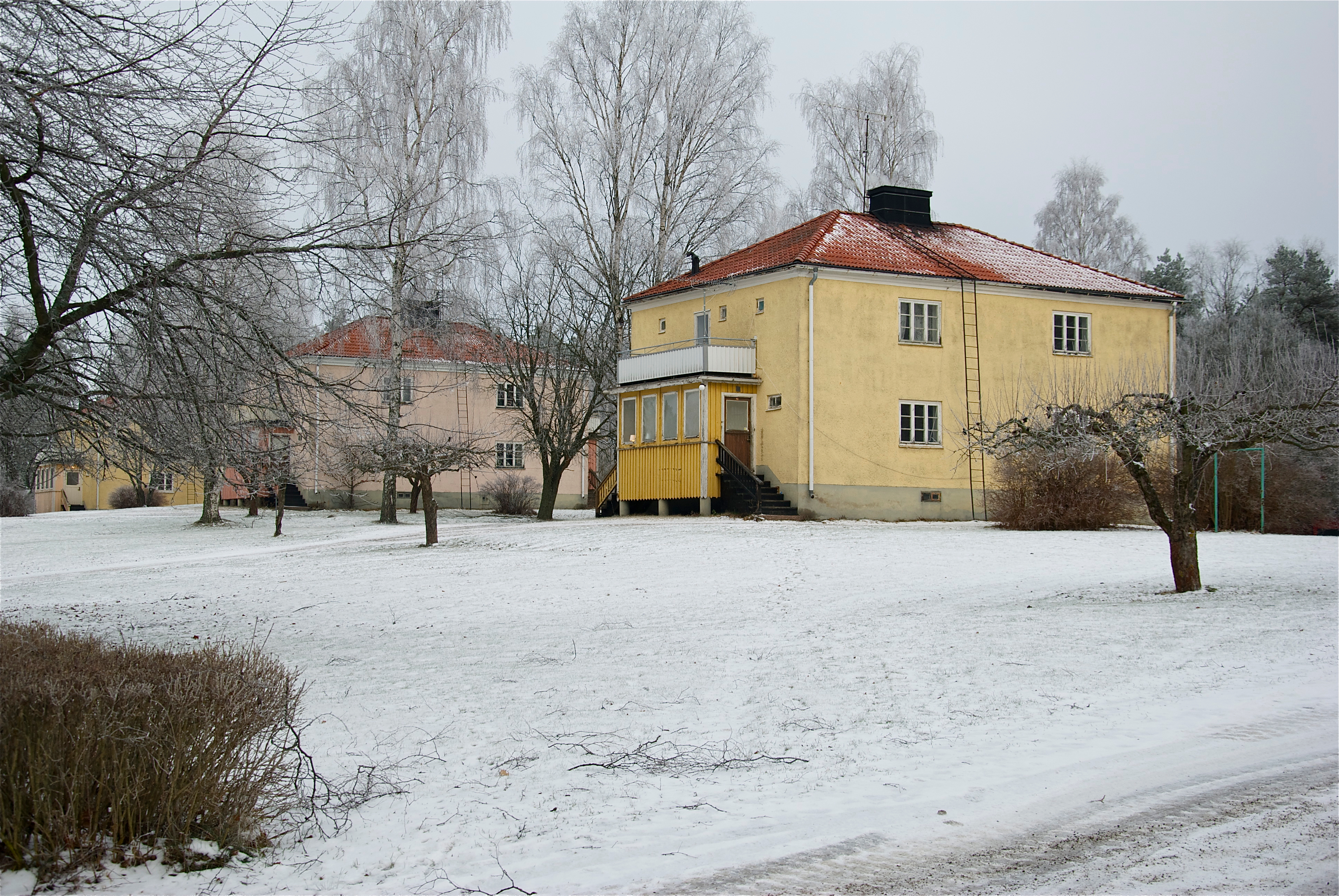
Flerfamiljshus för arbetare.
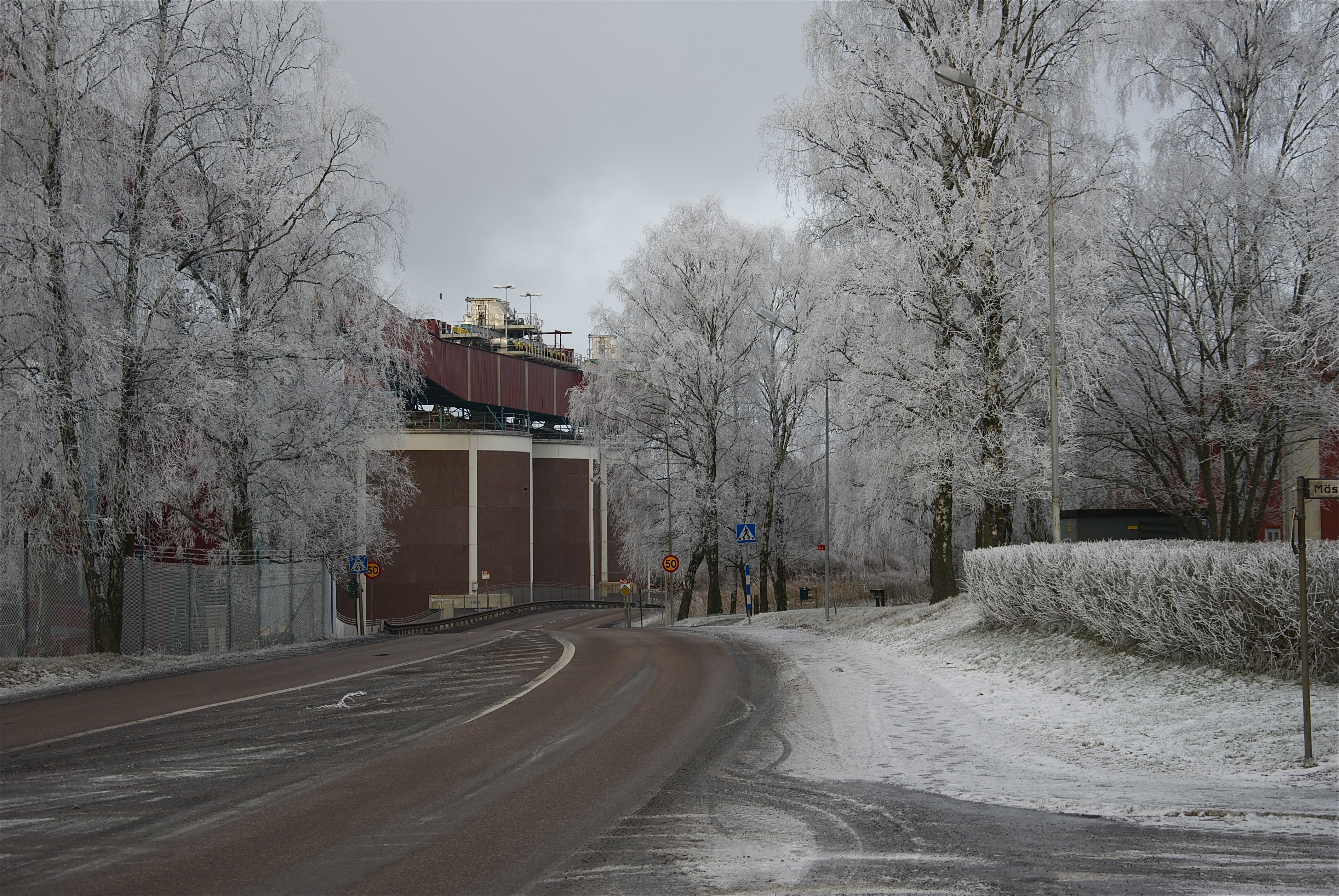
Bruket sett från brukets bostadsområde.

## Trivia
- Under andra världskriget köpte bruket fyra luftvärnskanoner från försvarsmakten och placerade ut dem runt bruket. Efter krigets slut monterades dessa kanoner ned, kördes bort till ett förvaringsutrymme på en bondgård och har sedan ej återfunnits.
- Idag använder fabriken ungefär lika mycket elektricitet som hela Malmö stad.